# 波洛尼亞鎮區 (明尼蘇達州羅索縣)
波洛尼亞鎮區（英語：Polonia Township）是位於美國明尼蘇達州羅索縣的一個行政鎮區。

## 地方資料
波洛尼亞鎮區的面積為95.10平方千米，當中陸地面積為95.07平方千米，而水域面積為0.03平方千米。根據2020年美國人口普查的數據，當地共有人口26人，而人口密度為每平方千米0.27人。